# 아이다호주의 기

아이다호 주의 기

아이다호의 기는 아이다호주의 깃발이다. 파란 바탕에 아이다호 주의 문장이 새겨진 형태의 기이다.